# Портрет Николая Фёдоровича Титова
«Портрет Николая Фёдоровича Титова» — картина Джорджа Доу и его мастерской, при участии Томаса Райта, из Военной галереи Зимнего дворца.
Картина представляет собой погрудный портрет генерал-майора Николая Фёдоровича Титова из состава Военной галереи Зимнего дворца.
В 1812 году командовал 47-й пехотной дивизией, расформированной летом того же года, с декабря состоял в распоряжении командующего Резервной армией князя Д. И. Лобанова-Ростовского и занимался организацией и распределением рекрутских пополнений для действующей армии. С начала 1815 года командовал 2-й бригадой 28-й пехотной дивизии и во время кампании Ста дней совершил поход во Францию.
Изображён в генеральском мундире, введённом для пехотных генералов 7 мая 1817 года— Титов этот мундир носить не мог, поскольку в декабре 1816 года вышел в отставку и ему положено было носить общегенеральский мундир образца 1808 года с двумя рядами пуговиц. Слева на груди звезда ордена Св. Анны 1-й степени; справа на груди крест ордена Св. Георгия 4-го класса и серебряная медаль «В память Отечественной войны 1812 года» на Андреевской ленте. Подпись на раме: Н. Ѳ. Титовъ 1й, Генералъ Маiоръ.
7 августа 1820 года Комитетом Главного штаба по аттестации Титов был включён в список «генералов, заслуживающих быть написанными в галерею» и 19 мая 1822 года император Александр I приказал написать его портрет. Аванс Доу был выплачен 22 апреля 1828 года. После смерти Доу портрет ещё несколько лет оставался в его мастерской; неизвестно, был он закончен Доу или его завершил Т. Райт в 1832 году. Готовый портрет был принят в Эрмитаж 22 декабря 1832 года. Оставшаяся часть гонорара в размере 500 рублей была выплачена Райту в мае 1833 года.